# Rosanna Fratello
Rosanna Fratello (ur. 26 marca 1951 w San Severo) – włoska piosenkarka.

## Życiorys
Rosanna Fratello zadebiutowała na Festiwalu w San Remo w 1969 (zastępując Annę Identici) piosenką Il treno; piosenka nie weszła do finału. W tym samym roku ukazał się przebój Non sono Maddalena.
Najbardziej znaną jej piosenką jest Sono una donna non sono una santa z 1972. Rosanna Fratello wzięła udział w kilku kolejnych festiwalach w Sanremo; największy sukces osiągnęła w 1975 zajmując 3 miejsce piosenką Va speranza va.
Wystąpiła ponadto w 3 filmach.

## Filmografia
- 1971 – Sacco i Vanzetti (reż. Giuliano Montaldo)
- 1973 – La Mano nera – prima della mafia, più della mafia (reż. Antonio Raccioppi)
- 1976 – La legge violenta della squadra anticrimine (reż. Stelvio Massi)